# Hermann Wulfmeier
Hermann Wulfmeier (* 6. März 1963) ist ein ehemaliger deutscher Fußballspieler.

## Sportlicher Werdegang
Wulfmeier rückte 1981 bei der SG Wattenscheid 09 aus der A-Jugend in die Wettkampfmannschaft des Klubs auf, die in der 2. Bundesliga spielte. Beim 1:1-Unentschieden bei Schlusslicht Wormatia Worms kam der Stürmer am 5. September 1981 zu seinem Zweitligadebüt, als er von Klaus Hilpert für Uwe Clausmeier eingewechselt wurde, um den Rückstand durch Bernd Nathmann zu drehen. Beim 4:3-Erfolg über die SpVgg Fürth am folgenden Spieltag stand er erstmals in der Startformation. In der Folge schwankte er zwischen Startelf und Ersatzbank, ehe er sich nach einem Trainerwechsel zu Fahrudin Jusufi am Saisonende in der Stammformation etablierte. Dort war er auch zu Beginn der Spielzeit 1982/83 gesetzt, ehe er nach einer schweren Knieverletzung im sechsten Saisonspiel gegen Hannover 96 frühzeitig ausgewechselt wurde und erst im November 1983 wieder zum Einsatz kam. Im Frühjahr 1984 konnte er sich unter Jusufi erneut in die Stammmannschaft spielen und kam in der Folge regelmäßig zu Spielzeit, wenngleich er ab Herbst des Jahres vornehmlich als Einwechselspieler zum Einsatz kam. Nachdem Hans-Werner Moors vor der Spielzeit 1985/86 das Traineramt übernommen hatte, rückte er ins zweite Glied und kam nur zu einem Saisoneinsatz.
Wulfmeier wechselte nach 72 Zweitligapartien für den Bochumer Stadtteilklub zum BVL 08 Remscheid in die drittklassige Oberliga Nordrhein. In der Spielzeit 1986/87 wurde er mit dem Klub Oberligameister und setzte sich anschließend in der Aufstiegsrunde zur 2. Bundesliga vor Mitaufsteiger SV Meppen, Hertha BSC, der SpVgg Erkenschwick und dem SV Arminia Hannover durch. Dabei hatte er im DFB-Pokal-Spiel im November 1986 gegen Hannover 96 das Tor des Monats erzielt. Für den Neuling bestritt er in der Zweitligasaison 1987/88 25 Zweitligaspiele und erzielte dabei fünf Tore, der Klub verpasst jedoch den Klassenerhalt. In der folgenden Oberligasaison verpasste die Mannschaft als Vizemeister hinter dem MSV Duisburg die Aufstiegsrunde, bei der Deutschen Amateurmeisterschaft 1989 kam im Halbfinale das Aus. Wulfmeier wechselte im Sommer 1989 zur SpVg Marl in die Oberliga Westfalen.
Hauptberuflich betrieb Wulfmeier zusammen mit seinem Schwager Martin Tilner, mit dem er gemeinsam in Wattenscheid und Remscheid auf dem Platz stand, ein Autohaus. 2008 wurde ein Insolvenzverfahren beantragt, das mangels Masse abgewiesen wurde.